# Suworowhaus

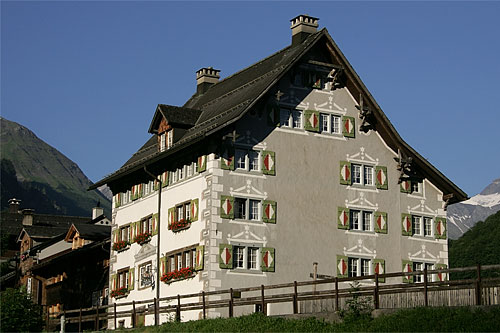
Suworowhaus

Das Suworowhaus ist ein Wohnhaus aus den 1670er Jahren in Elm im Schweizer Kanton Glarus. Es handelt sich um ein gemauertes Bürgerhaus mit barocken Fassadenmalereien und einer alten Innenausstattung. Der russische General Alexander Wassiljewitsch Suworow verbrachte dort die Nacht vom 4. auf den 5. Oktober 1799, bevor er mit seinem Heer vor französischen Truppen über den verschneiten Panixerpass floh.
Im Auftrag von Kaspar Rhyner wurde das Suworowhaus in den Jahren 1970 und 1971 restauriert und unter Schutz von Bund und Kantone gestellt. Das Bauwerk ist ein Kulturgut von nationaler Bedeutung.
Koordinaten: 46° 55′ 11,7″ N, 9° 10′ 21,5″ O; CH1903: 732069 / 197994